# 73-я стрелковая дивизия (3-го формирования)
73-я стрелковая дивизия — воинское соединение Вооружённых Сил СССР в Великой Отечественной войне.

## История
Сформирована в октябре 1942 года в 48-й армии на базе 122-й стрелковой бригады у города Ливны.
В действующей армии с 15.10.1942 по 09.05.1945 года.
В январе-феврале 1943 участвовала в Воронежско-Касторненской и Малоархангельской наступательных операциях, затем перешла к обороне. В начале апреля 1943 года дивизия заняла оборону на рубеже Алексеевка — Столбецкое в 55 км юго-восточнее Орла на правом фланге 48-й армии.
С 20.07.1943 года участвовала в Орловской наступательной операции: в ходе Кромско-Орловской операции с 20.07.1943 наступает в направлении Кромы, осуществляет прорыв обороны противника форсирует реку Неручь и ведёт тяжёлые бои за Змиевку.
Продолжая наступление на запад, отличилась при освобождении Новозыбкова, также освобождала Добруш. С 20.10.1943 закрепилась на реке Сож юго-западнее Гомеля. С 11.11.1943 участвовала в Гомельско-Речицкой наступательной операции, перейдя с 30.11.1943 года к обороне на рубеже 10 километров южнее Жлобина. К 20.12.1943 выдвинулась на правый берег Березины, на рубеж южнее Паричи, и с 21.12.1943 отражает удар вражеских войск, не успев укрепиться. С 16.01.1944 перешла в наступление на Паричи без особого успеха. В феврале 1944 года ведёт частные встречные бои на тех же позициях. С 04.03.1944 перешла к обороне на рубеже в 16 км южнее Паричи.
В июне 1944 года осталась одна на позициях, поскольку корпус перегруппировывался в другое место. В наступлении на Бобруйском направлении с 23.06.1944. 28.06.1944 передовые подразделения дивизии бронекатерами речной флотилии были переброшены на западный берег Березины и вышли на подступы к Бобруйску, а затем и участвовали во взятии города.
Вышла к государственной границе с боями через район севернее Барановичи в общем направлении на Варшаву.
В ходе Ломжа-Ружанской наступательной операции к 03.09.1944 года, на подходе к Нареву, находилась во втором эшелоне корпуса, обеспечивая правый фланг 48-й армии.
03.09.1944 введена в бой из-за левого фланга 217-й стрелковой дивизии в стыке с 399-й стрелковой дивизией 42-го стрелкового корпуса с приказом к утру 04.09.1944 с ходу форсировать реку Нарев, захватив плацдарм на правом берегу в районе Бжузе-Мале, Влосьцяньск, а левофланговым подразделением овладеть переправой в районе Острыкуля. В приказе указывалось, что дивизия совершает марш-манёвр двумя колонными путями, имея в авангарде усиленный артиллерией стрелковый полк с переправочным парком. В течение сентября — начала октября 1944 года ведёт оборонительные бои на Ружанском плацдарме, понемногу расширяя его.
С января 1945 года участвует в Млавско-Эльбингской операции, закончила войну на побережье Балтийского моря у залива Фришесс-Хафф.
После войны дивизия была выведена в Северо-Кавказский военный округ (г. Новороссийск).
В ходе послевоенного сокращения Вооружённых сил 1 июня 1946 года дивизия сокращена в 39-ю отдельную стрелковую бригаду с сохранением всех званий и наград 73-й стрелковой дивизии. 1 июля 1949 года дивизия была восстановлена на базе этой бригады с наименованием 73-я горнострелковая дивизия, а 1 июля 1954 года опять стала именоваться 73-й стрелковой дивизией.
Директивой от 15 апреля 1957 года переформирована в 73-ю мотострелковую дивизию; входила в состав 29-го стрелкового корпуса
В связи с пограничным конфликтом на острове Даманский в мае 1970 года дивизия передислоцировалась в Дальневосточный военном округ, в город Комсомольск-на-Амуре.
В конце 1980-х гг. 73-я дивизия дислоцировалась в Дальневосточном военном округе в составе 15-й общевойсковой армии в городе Комсомольск-на-Амуре. 29 октября 1989 года переформирована в 5505-ю БХВТ.

## Полное название
73-я стрелковая Новозыбковская ордена Ленина, Краснознамённая, ордена Суворова дивизия

## Подчинение
| Дата            | Фронт (округ)         | Армия      | Корпус                 | Примечания                                   |
| --------------- | --------------------- | ---------- | ---------------------- | -------------------------------------------- |
| 01.11.1942 года | Брянский фронт        | 48-я армия | -                      | -                                            |
| 01.12.1942 года | Брянский фронт        | 48-я армия | -                      | -                                            |
| 01.01.1943 года | Брянский фронт        | 48-я армия | -                      | -                                            |
| 01.02.1943 года | Брянский фронт        | 48-я армия | -                      | -                                            |
| 01.03.1943 года | Брянский фронт        | 48-я армия | -                      | -                                            |
| 01.04.1943 года | Центральный фронт     | 48-я армия | -                      | -                                            |
| 01.05.1943 года | Центральный фронт     | 48-я армия | -                      | -                                            |
| 01.06.1943 года | Центральный фронт     | 48-я армия | -                      | -                                            |
| 01.07.1943 года | Центральный фронт     | 48-я армия | -                      | -                                            |
| 01.08.1943 года | Центральный фронт     | 48-я армия | -                      | -                                            |
| 01.09.1943 года | Центральный фронт     | 48-я армия | -                      | -                                            |
| 01.10.1943 года | Центральный фронт     | 48-я армия | 42-й стрелковый корпус | -                                            |
| 01.11.1943 года | Белорусский фронт     | 48-я армия | 42-й стрелковый корпус | -                                            |
| 01.12.1943 года | Белорусский фронт     | 48-я армия | 29-й стрелковый корпус | -                                            |
| 01.01.1944 года | Белорусский фронт     | 48-я армия | -                      | -                                            |
| 01.02.1944 года | Белорусский фронт     | 48-я армия | 29-й стрелковый корпус | -                                            |
| 01.03.1944 года | 1-й Белорусский фронт | 48-я армия | 29-й стрелковый корпус | -                                            |
| 01.04.1944 года | 1-й Белорусский фронт | 48-я армия | 29-й стрелковый корпус | (05-23.04.1944 — в составе Западного фронта) |
| 01.05.1944 года | 1-й Белорусский фронт | 48-я армия | 29-й стрелковый корпус | -                                            |
| 01.06.1944 года | 1-й Белорусский фронт | 48-я армия | 29-й стрелковый корпус | -                                            |
| 01.07.1944 года | 1-й Белорусский фронт | 48-я армия | 53-й стрелковый корпус | -                                            |
| 01.08.1944 года | 1-й Белорусский фронт | 48-я армия | 29-й стрелковый корпус | -                                            |
| 01.09.1944 года | 1-й Белорусский фронт | 48-я армия | 29-й стрелковый корпус | -                                            |
| 01.10.1944 года | 2-й Белорусский фронт | 48-я армия | 29-й стрелковый корпус | -                                            |
| 01.11.1944 года | 2-й Белорусский фронт | 48-я армия | 29-й стрелковый корпус | -                                            |
| 01.12.1944 года | 2-й Белорусский фронт | 48-я армия | 29-й стрелковый корпус | -                                            |
| 01.01.1945 года | 2-й Белорусский фронт | 48-я армия | 29-й стрелковый корпус | -                                            |
| 01.02.1945 года | 2-й Белорусский фронт | 48-я армия | 29-й стрелковый корпус | -                                            |
| 01.03.1945 года | 3-й Белорусский фронт | 48-я армия | 29-й стрелковый корпус | -                                            |
| 01.04.1945 года | 3-й Белорусский фронт | 48-я армия | 29-й стрелковый корпус | -                                            |
| 01.05.1945 года | 3-й Белорусский фронт | 48-я армия | 29-й стрелковый корпус | -                                            |

## Состав
- управление
- 392-й стрелковый полк (командир, подполковник М. П. Серебров (октябрь 1943 — сентябрь 1944))
- 413-й стрелковый полк
- 471-й стрелковый полк
- 11-й артиллерийский полк
- 148-й отдельный истребительно-противотанковый дивизион
- 51-я (154-я) отдельная разведывательная рота
- 25-й (196-й) отдельный сапёрный батальон
- 358-й отдельный батальон связи (625-я, 613-я рота связи)
- 68-й медико-санитарный батальон
- 54-я (15-я) отдельная рота химический защиты
- 186-й (185-й) автотранспортный батальон
- 929-й дивизионный ветеринарный лазарет
- 464-я полевая хлебопекарня
- 1767-я полевая почтовая станция
- 1724-я полевая касса Госбанка[3]

- управление (г. Комсомольск-на-Амуре);
- 413-й мотострелковый ордена Кутузова полк[4] (г. Комсомольск-на-Амуре);
- 471-й мотострелковый полк (г. Комсомольск-на-Амуре);
- 502-й мотострелковый полк (г. Комсомольск-на-Амуре);
- 394-й танковый Могилёвский ордена Александра Невского полк[5] (г. Комсомольск-на-Амуре);
- 11-й гвардейский артиллерийский полк (г. Комсомольск-на-Амуре);
- зенитный артиллерийский полк (г. Комсомольск-на-Амуре);
- отдельный противотанковый артиллерийский дивизион (г. Комсомольск-на-Амуре);
- 154-й отдельный разведывательный батальон (г. Комсомольск-на-Амуре);
- отдельный батальон материального обеспечения (г. Комсомольск-на-Амуре);
- отдельный ремонтно-восстановительный батальон (г. Комсомольск-на-Амуре);
- 536-й отдельный инженерно-сапёрный батальон (г. Комсомольск-на-Амуре);
- отдельный батальон связи (г. Комсомольск-на-Амуре);
- медицинский батальон (г. Комсомольск-на-Амуре);
- отдельная рота химической защиты (г. Комсомольск-на-Амуре);
- ОВКР (г. Комсомольск-на-Амуре).[2]

## Командование

### Командиры
(в том числе 39 сбр и 73 гсд):
- Смирнов, Дмитрий Иванович (15.10.1942 — 05.12.1943), полковник, с 18.05.1943 генерал-майор;
- Петровский, Степан Фёдорович (06.12.1943 — 20.07.1944), полковник;
- Матронин, Василий Иванович (21.07.1944 — 02.11.1944), полковник (погиб в бою 4.09.1944, формально продолжал числиться командиром до назначения нового постоянного командира дивизии);
- Гребнев, Андрей Феоктистович (4.09.1944 — 27.10.1944, врид), полковник;[6]
- Пашков, Илья Михайлович (03.11.1944 — 03.01.1948), полковник, с 05.05.1945 генерал-майор;

…
- Казак, Иван Корнилович (?.12.1949 — 08.1950), генерал-майор[7];
- Орлов, Андрей Архипович (13.10.1950 — 29.12.1954), генерал-майор;
- Андрющенко, Сергей Александрович (29.12.1954 — 06.08.1955), генерал-майор;
- Афанасьев, Александр Егорович (06.08.1955 — 10.02.1960), полковник;
- Седов, Валентин Сергеевич (10.02.1960 — 21.09.1964), генерал-майор;
- Ржечицкий, Станислав Антонович (21.09.1964 — 27.07.1968), полковник, с 7.05.1966 генерал-майор;
- Селих, Владимир Яковлевич (05.09.1968 — 05.08.1970), полковник;
- Кожбахтеев, Виктор Михайлович (05.08.1970 — 08.1973), полковник, с 15.12.1972 генерал-майор;
- Ларин, Артём Васильевич (01.11.1973 — ?), полковник, с 13.02.1976 генерал-майор;

### Заместители командира
- Петровский, Степан Фёдорович (15.10.1942 — 05.12.1943), полковник;

### Начальники штаба
- Лукин, Александр Павлович (??.02.1943 — 09.05.1944), подполковник;

## Награды и наименования
| Награда (наименование)                 | Дата            | За что награждена |
| -------------------------------------- | --------------- | --- |
| Почётное наименование «Новозыбковская» | 24.10.1943 года | присвоено приказом Верховного Главнокомандующего за отличие в боях по освобождению города Новозыбкова. |
| Орден Красного Знамени                 | 02.07.1944 года | награждена указом Президиума Верховного Совета СССР от 2 июля 1944 года за успешное выполнение заданий командования в боях с немецкими захватчиками за освобождение города Жлобина и проявленные при этом доблесть и мужество.                             |
| Орден Суворова II степени              | 25.07.1944 года | награждена указом Президиума Верховного Совета СССР от 25 июля 1944 года за образцовое выполнение заданий командования в боях с немецкими захватчиками при форсировании реки Шара, за овладение городом Слоним и проявленные при этом доблесть и мужество. |
| Орден Ленина                           | 05.04.1945 года | награждена указом Президиума Верховного Совета СССР от 5 апреля 1945 года за образцовое выполнение заданий командования в боях с немецкими захватчиками при овладении городом Алленштайн и проявленные при этом доблесть и мужество.                       |

Награды частей дивизии:
- 413-й стрелковый ордена Кутузова[11] полк
- 11-й артиллерийский ордена Кутузова[11] полк

## Отличившиеся воины дивизии
| Награда | Ф. И. О.                      | Должность | Звание                          | Дата награждения                                          | Примечания |
| ------- | ----------------------------- | --- | ------------------------------- | --------------------------------------------------------- | ---------- |
|         | Аллабердыев, Ахмет            | Пулемётчик 471-го стрелкового полка                                                                                 | рядовой сержант старший сержант | 07.03.1944 18.08.1944 29.06.1945                          |            |
|         | Воробьёв Виктор Иванович      | Стрелок 471-го стрелкового полка автоматчик 471-го стрелкового полка телефонист роты связи 471-го стрелкового полка | рядовой младший сержант сержант | 10.03.1944 18.08.1944 24.03.1945                          |            |
|         | Гомзин, Виктор Владимирович   | помощник командира роты противотанковых ружей 148-го отдельного истребительно-противотанкового дивизиона            | старшина                        | 24.03.1945                                                | посмертно  |
|         | Корнев, Василий Иванович      | пулемётчик 392-го стрелкового полка                                                                                 | младший сержант                 | 23.07.1944                                                |            |
|         | Кострома, Александр Яковлевич | командир расчёта станкового пулемёта 413-го стрелкового полка                                                       | младший сержант                 | перенаграждён орденом Славы I степени 22 апреля 1969 года |            |
|         | Кузнецов, Иван Иванович       | Командир 413-го стрелкового полка                                                                                   | майор                           | 24.03.1945                                                |            |
|         | Матронин, Василий Иванович    | командир дивизии | полковник                       | 06.04.1945                                                | посмертно  |
|         | Морозов, Иван Константинович  | командир батареи 11-го артиллерийского полка                                                                        | старший лейтенант               | 16.11.1943                                                | посмертно  |
|         | Ошмарин, Иван Константинович  | командир орудия 1-й батареи 148-го истребительно-противотанкового дивизиона                                         | старший сержант                 | 16.10.1945                                                | посмертно  |
|         | Третьяков, Сидор Васильевич   | командир пулемётного расчёта 392-го стрелкового полка                                                               | младший сержант                 | 19.04.1945                                                |            |
|         | Филатов, Алексей Яковлевич    | командир отделения 1-го батальона 471-го стрелкового полка                                                          | сержант                         | 24.03.1945                                                | посмертно  |
|         | Филипенко, Леонид Николаевич  | командир стрелкового батальона 413-го стрелкового полка                                                             | капитан                         | 19.04.1945                                                |            |